# Culma
De Culma is een sintelkegel in het departement Jutiapa in Guatemala. De berg ligt ongeveer twee kilometer ten oosten van de stad Jutiapa en is ongeveer 1027 meter hoog.
De sintelkegel ligt in hetzelfde vulkaanveld als de Cerro Santiago.